# Sinus Aestuum

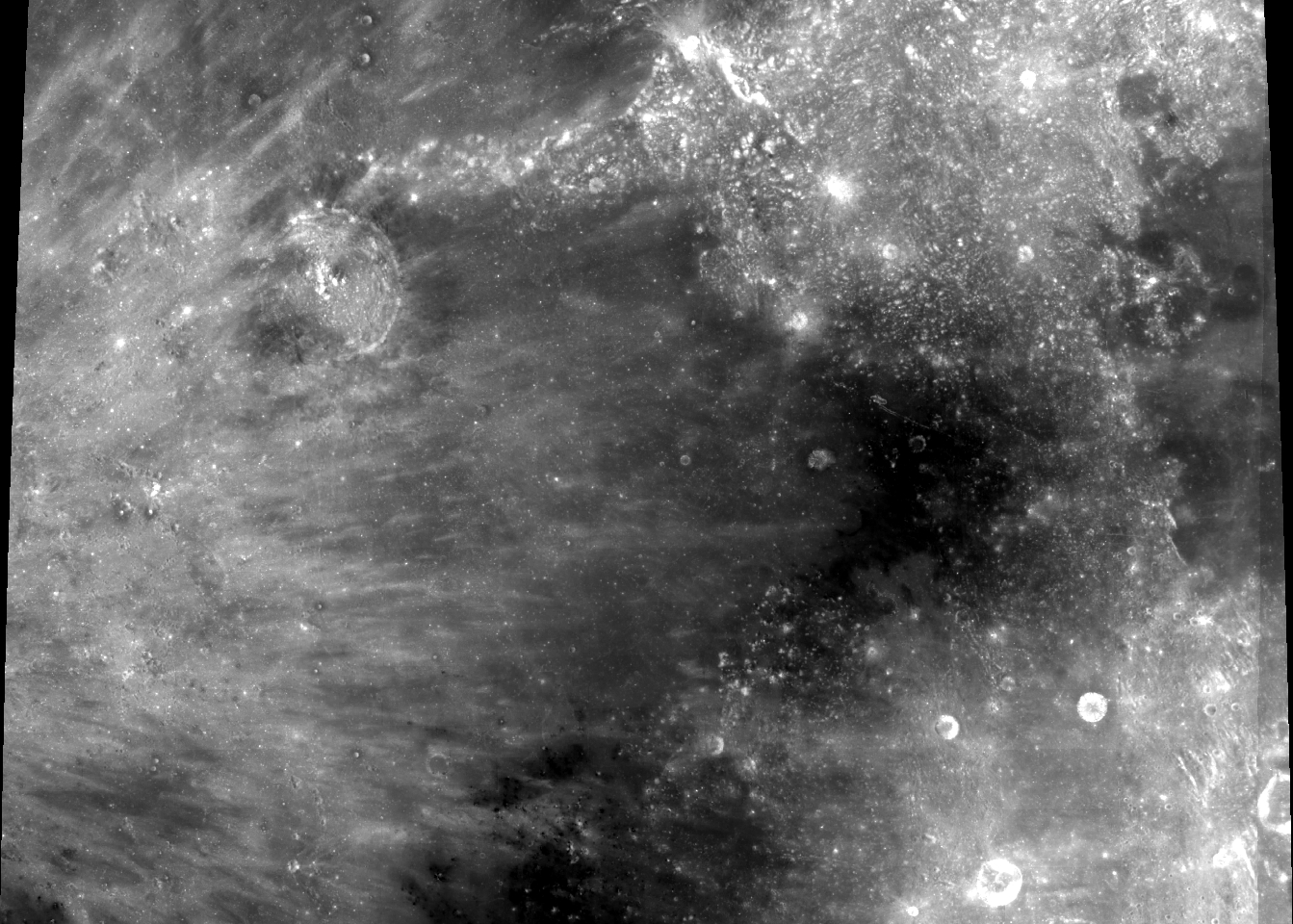
Sinus Aestuum.

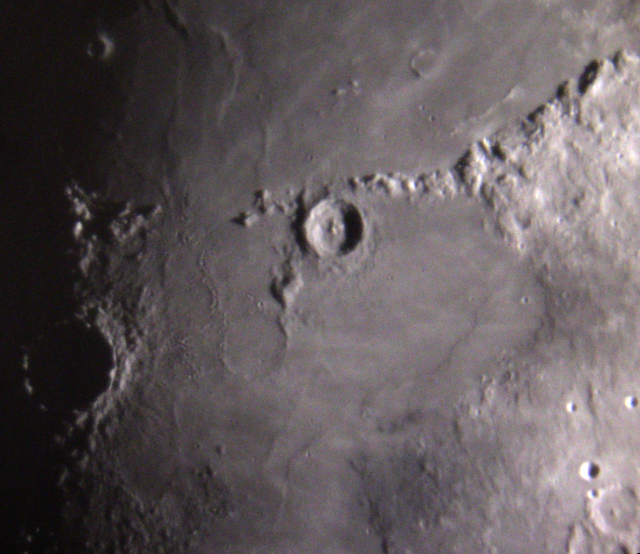
Sinus Aestuum. Kráter uprostřed je Eratosthenes, velký kráter nalevo je Koperník.

Sinus Aestuum (česky Záliv veder nebo Záliv vedra nebo Záliv žáru) je severovýchodní výběžek měsíčního moře Mare Insularum (Moře ostrovů) na přivrácené straně Měsíce, jde o velmi plochou oblast narušenou jen nízkými mořskými hřbety. Celková plocha je cca 40 000 km². Na severu jej ohraničuje pohoří Montes Apenninus (Apeniny), nachází se zde i výrazný kráter Eratosthenes. Jihozápadně od něj se nachází plochý kráter Stadius s nízkými okrajovými valy. Východní hranici tvoří nepravidelný terén, který záliv odděluje od Mare Vaporum (Moře par). Střední selenografické souřadnice zálivu jsou 12,1° S a 8,3° Z.